# Placotrochides cylindrica
Espèce
Statut CITES
Placotrochides cylindrica est une espèce de coraux appartenant à la famille des Flabellidae.